# Minerale secondario
I minerali secondari sono quei minerali che si sono formati in un secondo tempo per alterazioni di vario tipo o rideposizione dei minerali preesistenti (detti primari). La siderite, per esempio, si può formare quando l'acqua, penetrando nelle spaccature delle rocce sedimentarie calcaree, ne scioglie una parte che poi ricristallizza. La calcopirite dà origine per alterazione a tutta una serie di minerali secondari come malachite, azzurrite e limonite.